# Verrückt nach Mary
Verrückt nach Mary ist eine US-amerikanische romantische Komödie von Peter und Bobby Farrelly mit Cameron Diaz, Matt Dillon und Ben Stiller aus dem Jahr 1998.
Verrückt nach Mary belegt Platz 27 in der Liste der 100 besten englischsprachigen Komödien, die das American Film Institute zum 100-jährigen Jubiläum des amerikanischen Films veröffentlichte.

## Handlung
Dreizehn Jahre nachdem sein Rendezvous mit Mary peinlich geendet hat, kann der in Providence, Rhode Island lebende Schriftsteller Ted diese immer noch nicht vergessen. Da er jedoch seit der Highschool keinen Kontakt mehr zu ihr hat, engagiert er auf Empfehlung seines Freundes Dom Woganowski den dubiosen Privatdetektiv Pat Healy, um Mary aufzuspüren.
Pat findet Mary in Miami, wo sie zusammen mit ihrem geistig beeinträchtigten Bruder Warren lebt und als Orthopädin arbeitet. Da jedoch auch er Gefühle für sie entwickelt, lügt er Ted vor, Mary sei stark übergewichtig, sitze im Rollstuhl und habe vier Kinder von drei verschiedenen Männern, um Ted als Nebenbuhler loszuwerden. Pat fährt nach Miami und schafft es, eine Beziehung zu Mary aufzubauen, indem er sich einiger Unwahrheiten über seine Lebensführung bedient, um ihr Interesse zu wecken. Neben Ted und Pat ist auch noch der Pizzabote Norman „verrückt nach Mary“. Er gibt vor, der auf Krücken gehende Architekt Tucker zu sein, um sich ihr als ihr Patient anzunähern. Er schafft es, Mary dazu zu bringen, ihre Beziehung zu Pat zu beenden, indem er dessen erlogene Lebensgeschichte auffliegen lässt und ihn darüber hinaus auch noch als Mörder darstellt.
In der Zwischenzeit erfährt Ted von einem ehemaligen Schulfreund die Wahrheit über Mary und macht sich ebenfalls auf die Reise nach Miami. Die beiden kommen sich näher. Doch dann erhält Mary einen anonymen Brief und erfährt, dass Pat sie auf Teds Auftrag hin ausspioniert hat. Der Brief stammt von Teds Freund Dom, der, wie sich herausstellt, einst auf der Highschool Marys Freund war. Während ihrer Collegezeit wurde er so besessen von ihr, dass ihm gerichtlich untersagt wurde, sich ihr zu nähern. Aus Angst vor ihm hat Mary damals ihren Nachnamen geändert. Als Dom in Marys Wohnung auftaucht und feindselig wird, kommen ihr Pat und Norman zu Hilfe. Auch Ted erscheint nun in der Wohnung, zusammen mit Marys Ex-Verlobtem, dem Football-Star Brett Favre. Mary hat damals mit Brett schlussgemacht, weil dieser laut Norman geäußert hat, er würde ihren Bruder als störend empfinden. Ted ist nun hier, um Mary darüber aufzuklären, dass dies eine Lüge war.
Ted erklärt, er sei nicht besser als all die anderen, die Mary nachstellen, und dass sie und Brett zusammen sein sollten. Er verabschiedet sich von ihr und geht. Mary folgt ihm nach draußen, wo er ihr sagt, er wolle nur, dass sie glücklich ist. Als er sich wieder abwendet, ruft sie ihm hinterher, mit ihm wäre sie am glücklichsten. Die beiden umarmen und küssen sich.

## Sonstiges
- Der Film war in den USA ein Erfolg: Er schaffte es in der achten Woche auf Platz 1 der wöchentlichen Kinocharts, spielte insgesamt gut 176 Mio. USD (Produktionskosten etwa 23 Mio. USD) ein und wurde der dritterfolgreichste Film im Jahr 1998.[2]
- In der deutschen Synchronisation wird häufig der ungebräuchliche Begriff „Stelzbock“ genutzt. In der Originalfassung werden die Männer als „Stalker“ bezeichnet, dieser Begriff war Ende der 1990er Jahre noch nicht im Deutschen etabliert.
- Bevor Ted verhört wird, stellt einer der Kommissare sich und seinen Kollegen als die Detectives Stabler und Krevoy vor. Steve Stabler und Brad Krevoy waren die Produzenten des Vorgängerfilms der Farrelly-Brüder, Dumm und Dümmer.
- Eigentlich war Steve Young für die Rolle des geheimen Ex-Freundes von Mary vorgesehen. Jedoch lehnte er es als praktizierender Mormone ab, in dem Film mitzuspielen.
- Nachdem Warren in einem Baseball-Trainingskäfig im Gesicht getroffen worden ist, schenkt ihm Ted einen von Tony Conigliaro signierten Baseball. Conigliaro wurde ebenfalls einmal von einem Baseball im Gesicht getroffen und dabei schwer verletzt.
- Einer der Produzenten heißt, wie der Privatdetektiv im Film, Patrick Healy.
- Im Beutel des Anhalters befand sich tatsächlich ein Mensch, nämlich Cameron Diaz. Dies erzählte sie in Jay Lenos Tonight Show.
- Der Vater von Cameron Diaz hat als Teds Zellengenosse ebenfalls eine kleine Rolle im Film.
- Die Darsteller von Mary und Pat, Cameron Diaz und Matt Dillon, waren von 1996 bis 1998 im echten Leben ein Paar.
- 2011 verriet Cameron Diaz in einem Interview, dass der Film ursprünglich Zu farückt nach Mary heißen sollte, um auf Stillers österreichische Wurzeln anzuspielen.[3]
- Die Deutsche Film- und Medienbewertung FBW in Wiesbaden verlieh dem Film das Prädikat „wertvoll“.[4]

## Synchronisation
Die deutsche Synchronbearbeitung fertigte die Interopa Film GmbH Berlin 1998 an. Das Dialogbuch schrieb Sven Hasper, der auch Synchronregie führte und Lee Evans seine Stimme lieh.
| Rolle        | Darsteller       | Synchronsprecher         |
| ------------ | ---------------- | ------------------------ |
| Ted          | Ben Stiller      | Oliver Rohrbeck          |
| Mary         | Cameron Diaz     | Katrin Fröhlich          |
| Healy        | Matt Dillon      | Charles Rettinghaus      |
| Dom          | Chris Elliott    | Andreas Fröhlich         |
| Tucker       | Lee Evans        | Sven Hasper              |
| Magda        | Lin Shaye        | Kerstin Sanders-Dornseif |
| Sully        | Jeffrey Tambor   | Norbert Gescher          |
| Warren       | W. Earl Brown    | Stefan Krause            |
| Marys Mutter | Markie Post      | Traudel Haas             |
| Stiefvater   | Keith David      | Torsten Michaelis        |
| Sänger       | Jonathan Richman | Tom Luca                 |

## Kritiken
„‚Postmoderne‘ romantische Komödie, die typische Komik-Situationen durch eine Reihe grober Geschmacklosigkeiten auf eine extreme Spitze treibt und dabei auch vor zynischen Späßen auf Kosten von Minderheiten nicht zurückschreckt.“